# Nicole Hackett
Nicole Hackett (Sydney, 7 de julho de 1969) é uma triatleta profissional australiana. 

## Carreira
Nicole Hackett competidora do ITU World Triathlon Series,. disputou os Jogos de Sydney 2000, ficando em 9º .